# Ферн-Эйкерс
Ферн-Эйкерс (англ. Fern Acres) — статистически обособленная местность, расположенная в округе Гавайи (штат Гавайи, США) с населением в 756 человек по статистическим данным переписи 2000 года.

## География
По данным Бюро переписи населения США статистически обособленная местность Ферн-Эйкерс имеет общую площадь в 16,32 квадратных километров, водных ресурсов в черте населённого пункта не имеется.
Статистически обособленная местность Ферн-Эйкерс расположена на высоте 467 метров над уровнем моря.

## Демография
По данным переписи населения 2000 года в Ферн-Эйкерс проживало 756 человек, 182 семьи, насчитывалось 267 домашних хозяйств и 319 жилых домов. Средняя плотность населения составляла около 46,6 человек на один квадратный километр. Расовый состав Ферн-Эйкерс по данным переписи распределился следующим образом: 41,93 % белых, 0,4 % — чёрных или афроамериканцев, 0,79 % — коренных американцев, 10,71 % — азиатов, 12,83 % — выходцев с тихоокеанских островов, 31,75 % — представителей смешанных рас, 1,59 % — других народностей. Испаноговорящие составили 14,15 % от всех жителей статистически обособленной местности.
Из 267 домашних хозяйств в 41,9 % — воспитывали детей в возрасте до 18 лет, 50,2 % представляли собой совместно проживающие супружеские пары, в 12,4 % семей женщины проживали без мужей, 31,8 % не имели семей. 24 % от общего числа семей на момент переписи жили самостоятельно, при этом 3,0 % составили одинокие пожилые люди в возрасте 65 лет и старше. Средний размер домашнего хозяйства составил 2,83 человек, а средний размер семьи — 3,40 человек.
Население статистически обособленной местности по возрастному диапазону по данным переписи 2000 года распределилось следующим образом: 32,9 % — жители младше 18 лет, 7,9 % — между 18 и 24 годами, 26,9 % — от 25 до 44 лет, 27,8 % — от 45 до 64 лет и 4,5 % — в возрасте 65 лет и старше. Средний возраст жителей составил 36 лет. На каждые 100 женщин в Ферн-Эйкерс приходилось 108,3 мужчин, при этом на каждые сто женщин 18 лет и старше приходилось 98,0 мужчин также старше 18 лет.
Средний доход на одно домашнее хозяйство в статистически обособленной местности составил 31 250 долларов США, а средний доход на одну семью — 32 981 доллар. При этом мужчины имели средний доход в 20 417 долларов США в год против 23 250 долларов среднегодового дохода у женщин. Доход на душу населения в статистически обособленной местности составил 11 876 долларов в год. 10,9 % от всего числа семей в округе и 16,4 % от всей численности населения находилось на момент переписи населения за чертой бедности, при этом 12,4 % из них были моложе 18 лет и — в возрасте 65 лет и старше.